# Castello di Skenfrith
Il castello di Skenfrith è un castello fortificato in rovina della cittadina gallese di Skenfrith, nel Monmouthshire, risalente alla prima metà del XIII secolo e costruito per volere di Hubert de Burgh sulle rovine di una preesistente fortezza normanna del XII secolo. Insieme al castello di Grosmont e al White Castle di Llantilio Crossenny, è uno dei cosiddetti Tre Castelli realizzati in zona.

## Storia
Nel luogo in cui sorge l'attuale castello, si trovava una fortezza normanna, che insieme al il castello di Grosmont e al White Castle, era stata realizzata agli inizi del XII secolo per volere di re Stefano a protezione dei confini tra Galles e Inghilterra..
Nel XIII secolo, questo fortezza, unitamente alle altre due che costituivano i "Tre castelli", divenne di proprietà di Hubert de Burth.
A differenza di Grosmont, il castello preesistente fu demolito e al suo posto venne realizzato un edificio completamente nuovo.
La realizzazione del castello di Skenfrith è databile approssimativamente in un periodo compreso tra il 1219 e il 1232.
Nel 1267, la signoria dei Tre Castelli, comprendente il castello di Skenfrith unitamente al castello di Grosmont e al White Castle, divenne di proprietà di Edmondo il Gobbo, conte di Lancaster.
L'edificio fu parzialmente ricostruito agli inizi del XVI secolo, ma proprio in quel secolo fu abbandonato e lasciato cadere in rovina.

## Caratteristiche architettoniche
Il castello si trova lungo il fiume Monnow.
L'edificio ha una forma quadrangolare irregolare e presenta delle torri circolari ad ogni angolo.
|  |